# Metropolia Guadalajary
Metropolia Guadajary – metropolia Kościoła rzymskokatolickiego w Meksyku. Erygowana w dniu 26 stycznia 1863 roku. W skład metropolii wchodzi 1 archidiecezja, 6 diecezji i 1 prałatura terytorialna.
W skład metropolii wchodzą:
- Archidiecezja Guadalajary
  - Diecezja Aguascalientes
  - Diecezja Autlán
  - Diecezja Ciudad Guzmán
  - Diecezja Colima
  - Diecezja San Juan de los Lagos
  - Diecezja Tepic
    - Prałatura Terytorialna Jesús María del Nayar